# Tatra 26
La Tatra 26 est une automobile 6x4 (à deux essieux arrière) produite par le fabricant tchèque Tatra à la fin des années 1920 et au début des années 1930.

## Développement
Elle a été développée sur base de la Tatra 12. Cependant, les tests ont montré que le moteur de la T 12 n'avait pas assez de puissance, et il a été remplacé par le moteur de la Tatra 30. La voiture a d'extrêmes capacités hors-route. Apparemment, elle pouvait même monter des escaliers.
La Tatra 26 était la grande sœur de la Tatra 30 de classe moyenne.

## Techniquement
Le véhicule avait un moteur boxer quatre cylindres refroidi par air de 1.680 cm³ produisant une puissance de 24 cv (17.6 kW). La vitesse de pointe de la voiture de 1.350 kg était de 60 à 70 km/h. La voiture utilise le châssis central Tatra en tube en épine dorsale, et des demi-essieux oscillants indépendants.

## Les Versions
Il y eut beaucoup de versions différentes de cette voiture. Elle fut fabriquée comme camion, bus, camion de pompiers, et beaucoup d'autres. Une version avec empattement court avait des roues latérales pour améliorer les capacités offroad.
Ce modèle fut le point de départ de toute la lignée de camions Tatra.

## Carrosseries camion

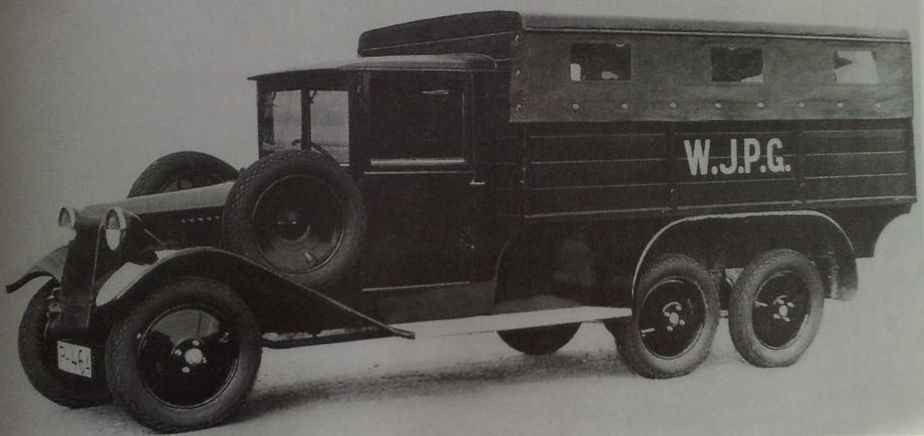
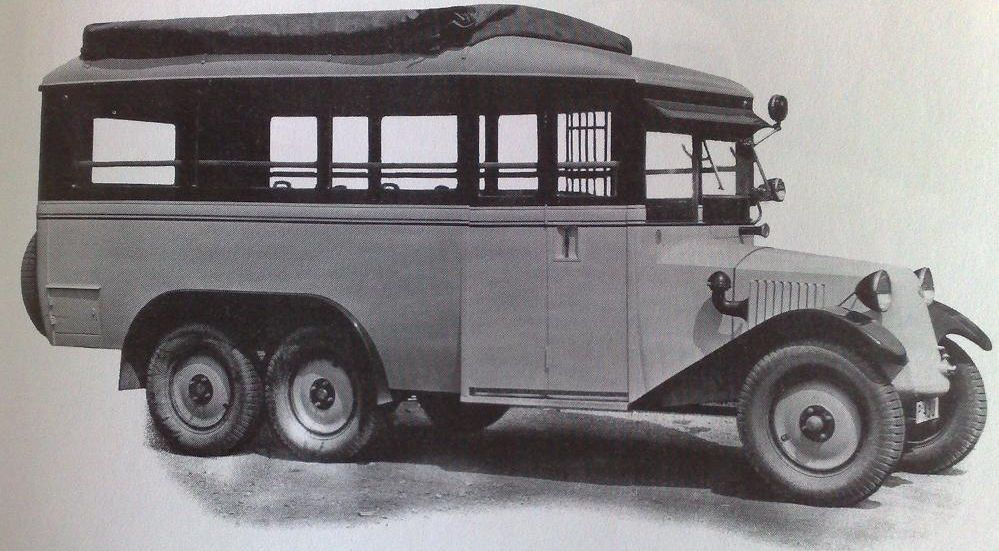

## Technique

Moteur
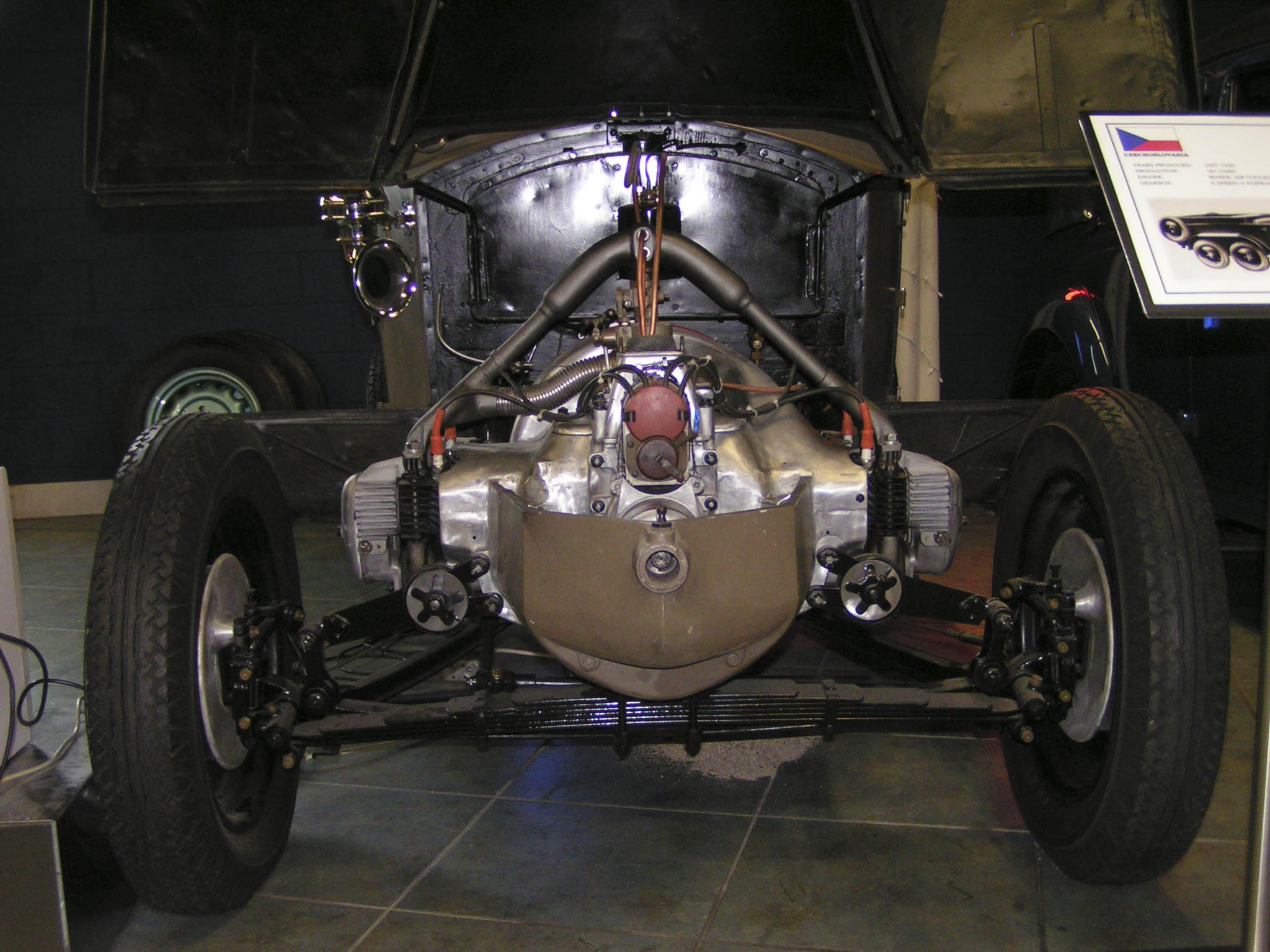
Le moteur quatre cylindres à plat refroidi par air
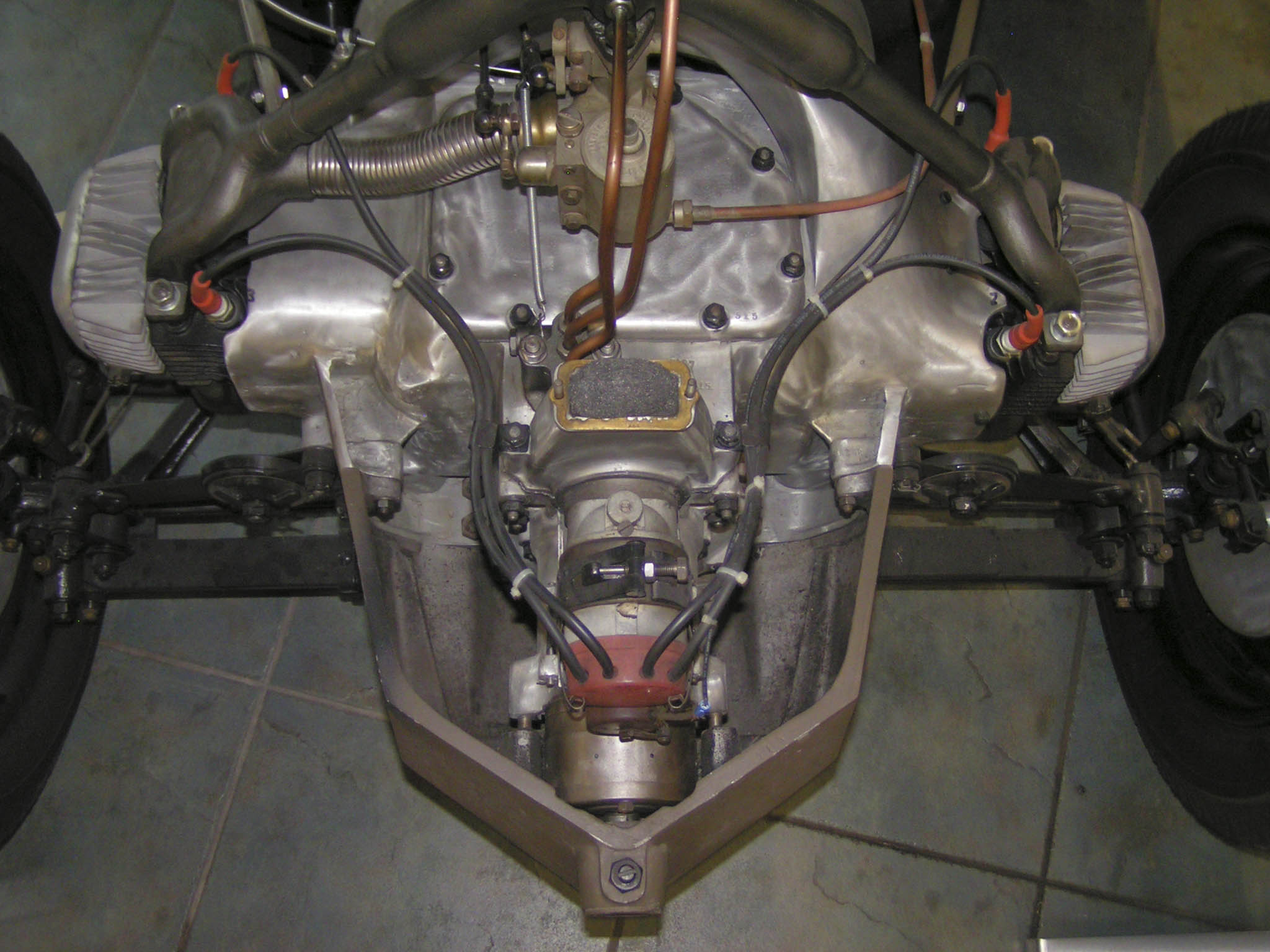
Le moteur vu du dessus

pont arrière
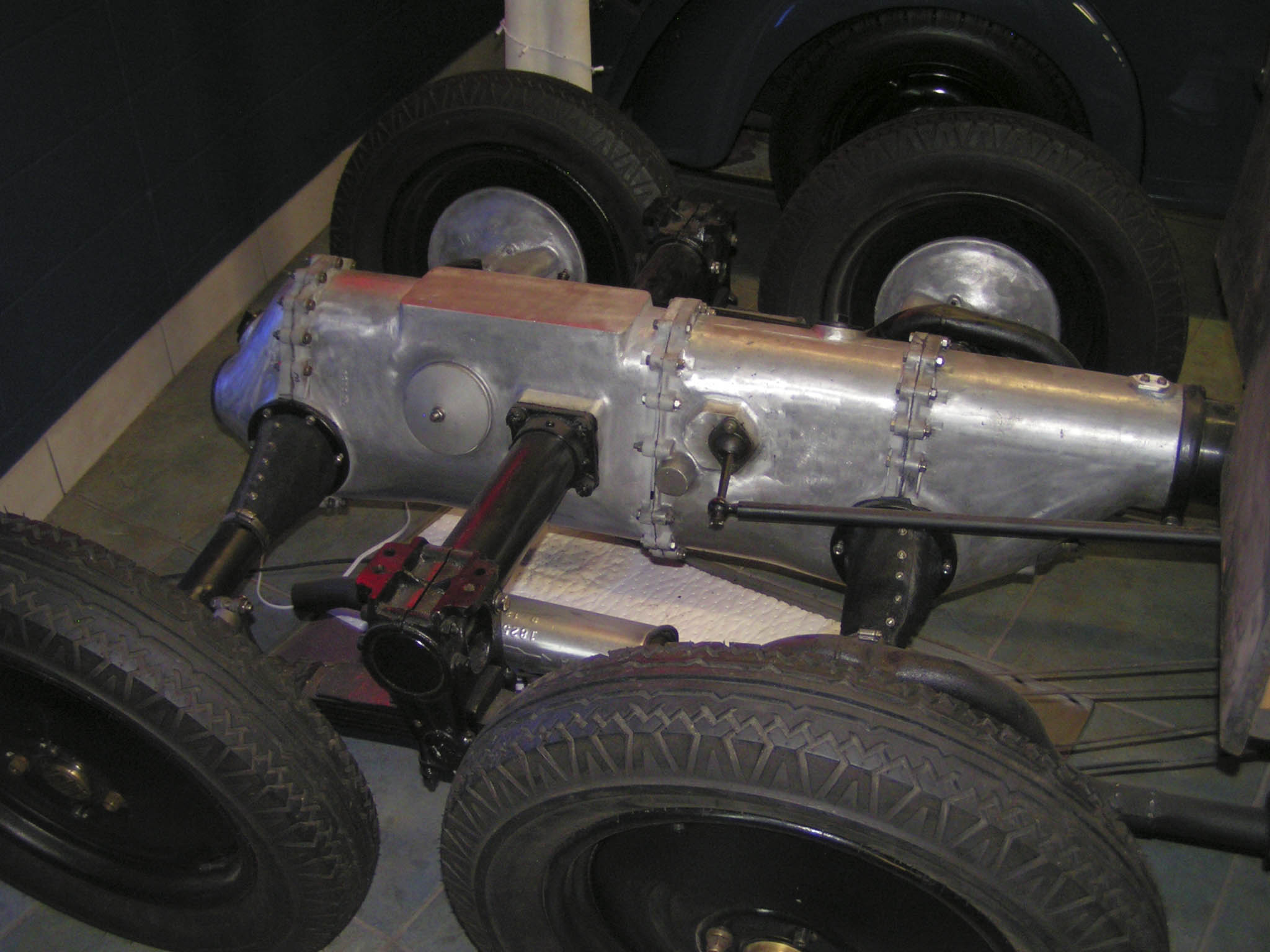
Le pont arrière à quatre demi-essieux oscillants
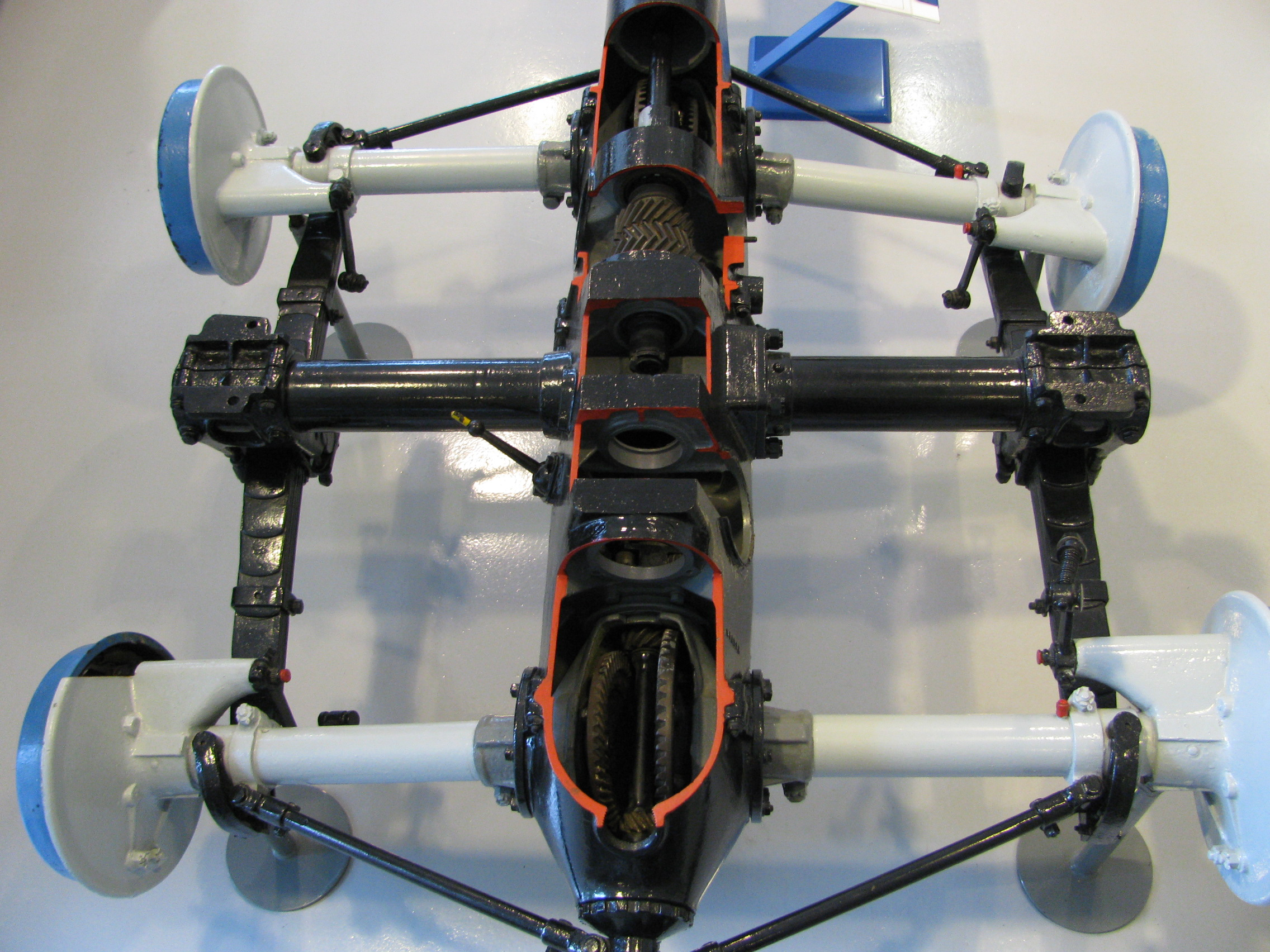
Coupe à travers les essieux arrière

## Liens Externes
- Quelques images d'une randonneuse, typiquement hors-route.
- Quelques carrosseries d'époque (texte en tchèque)